# Cefeu (fill d'Àleu)
Cefeu (en grec antic Κηφεύς), segons la mitologia grega, va ser un heroi grec, fill d'Àleu i de Neera. Succeí el seu pare com a rei de Tegea, a l'Arcàdia. Va participar en l'expedició dels argonautes.
Quan Hèracles va organitzar una expedició contra els fills de Hipocoont a Lacedemònia, va demanar una aliança a Cefeu, que tenia vint fills. Però Cefeu creia que si se n'anava de la ciutat, els habitants d'Argos ho aprofitarien per envair el seu territori. Hèracles el convencé donant-li un rínxol dels cabells de Medusa guardat dins d'un vas de bronze, regal d'Atena, dient que si, en la seva absència atacaven els argius, la seva filla Estèrope, havia d'enlairar el rínxol per damunt de les muralles i sacsejar-lo tres vegades. Si tenia la precaució de no mirar enrere, els enemics fugirien. Cefeu es va deixar convèncer, va posar la seva filla al capdavant de la ciutat i marxà a la guerra contra Lacedemònia, amb Hèracles i el seu germà Íficles. Però Cefeu i els seus vint fills van morir tots en el combat, cosa que no impedí que Hèracles en sortís victoriós.
Segons Pausànias, va tenir una altra filla, Aèrope, amant d'Ares, a qui va donar un fill. La mare va morir durant el part, però el déu va fer que el nadó seguís nodrint-se de la llet de la seva mare morta.
De vegades a Cefeu se'l presenta no com a fill d'Àleu, sinó com a fill de Licurg, i en aquest cas es diu que va prendre part en la cacera del senglar de Calidó.